# Salva Kiir Mayardit
Salva Kiir Mayardit (* 13. září 1951) je prezident republiky Jižní Súdán.
Pochází z kmene Dinků. V mládí vstoupil do milice Anyanya, bojující za práva černošského a křesťanského obyvatelstva v jižní části Súdánu. Po podepsání příměří s centrální vládou v roce 1972 sloužil v súdánské armádě. V roce 1983 se stal bojovníkem Súdánské lidově osvobozenecké armády, kterou založil John Garang na protest proti porušování dohod ze strany chartúmských politiků. Když byla v roce 2005 uzavřena dohoda o federalizaci Súdánu, stal se Garang prezidentem autonomního jihosúdánského státu a Kiira jmenoval svým zástupcem. Po Garangově smrti při leteckém neštěstí Kiir získal funkci jihosúdánského prezidenta a súdánského viceprezidenta. Byl zastáncem plné nezávislosti jihu: prohlásil, že je lepší žít ve vlastním státě než být v Súdánu občany druhé kategorie. Jeho sen se naplnil po referendu v lednu 2011, v němž hlasovalo pro odtržení přes 98 % jihosúdánských voličů. 9. července 2011 tak vznikl nový stát a Salva Kiir Mayardit se stal jeho hlavou.
Ve funkci musel čelit hospodářským problémům válkou poničené země, pohraničním sporům se Súdánem i opozici ze strany viceprezidenta Rieka Machara, kterého podporují menšinoví Nuerové. Spory vyvrcholily v červenci 2013 rozpuštěním vlády, po kterém následovaly vážné násilnosti hrozící přerůst v občanskou válku.
Označuje se za věřícího katolíka, abstinenta a nekuřáka. Zajímavý je jeho zvyk nosit při slavnostních příležitostech kovbojský klobouk, který údajně dostal od George W. Bushe.

## Pomočení
Dne 13. prosince 2022 se Kiir objevil na inauguraci silničního projektu a televizní vysílání této události zachytilo záběry, jak se prezident pomočil a udělal na zemi kaluž, zatímco sám stál s dalšími účastníky akce v pozoru při jihosúdánské státní hymně. Ze záznamu se stal mezinárodní virál a incident byl připisován možnosti, že Kiir trpí infekcí močových cest. 18. prosince bylo oznámeno, že někteří z novinářů, kteří o incidentu informovali, jsou nezvěstní a nejméně jeden je mrtvý. 6. ledna 2023 bylo zadrženo šest členů televizního týmu z South Sudan Broadcasting Corporation na základě podezření z distribuce nepovoleného záznamu.